# Michel Robert Le Peletier des Forts
Pour les autres membres de la famille, voir Famille Le Peletier.
Michel Robert Le Peletier des Forts, comte de Saint-Fargeau, né en 1675 et mort le 11 juillet 1740, est un homme d'État français.

## Biographie

### Une grande famille ministérielle
Issu d’une importante famille de grands commis de l’État, fils de Michel Le Peletier de Souzy, qui fut intendant des finances et membre du conseil de Régence et neveu du Claude Le Peletier, contrôleur général des finances, Michel Robert Le Peletier des Forts épouse Mlle de Lamoignon, issue d'une grande famille de magistrats et fille de Nicolas de Lamoignon de Bâville. 
Leur fils Anne-Louis-Michel (né en 1713) est le père de Michel-Etienne Le Peletier de St-Fargeau (1736-1778), lui-même père du conventionnel régicide Louis-Michel Lepeletier (1760-1793). 

### Un spécialiste des finances
Sous Louis XIV, il est maître des requêtes en 1698, intendant des finances en 1701, conseiller d'État en 1714.
Dans le cadre de la polysynodie mise en place en septembre 1715 par le Régent après la mort de Louis XIV, Le Peletier des Forts devient membre du Conseil de finances. Il est, avec Louis Fagon, un des deux seuls intendant des finances à entrer dans ce nouveau conseil. Sa présence au Conseil de finances peut être interprétée comme une volonté de ménager la puissante famille ministérielle des Le Peletier, alors que le Régent a retiré au père de Le Peletier des Forts, Le Peletier de Souzy, sa charge de directeur des fortifications au profit de Claude Bidal d'Asfeld. Au Conseil de finances, il est chargé du domaine royal et des finances de plusieurs provinces. Il fait partie de la Chambre de justice de 1716.
Après la suppression de la polysynodie, il devient membre du conseil de Régence en 1719.
Il est nommé, en remplacement de John Law de Lauriston, commissaire général des finances du 28 mai au 11 décembre 1720.
Il entre au Conseil de commerce en 1720.
Le 14 juin 1726, il est nommé contrôleur général des finances par Louis XV. Son administration est jugée comme brillante. Sur les instances du cardinal de Fleury, il engage le plan de stabilisation de la monnaie que poursuivra après lui Philibert Orry, et revient au système de la ferme générale. Il est contraint à la démission le 19 mars 1730 à la suite d'une intrigue tramée par Chauvelin à propos d'une affaire concernant les actions de la Compagnie des Indes. Il est nommé ministre d'État la même année. 

### Un grand seigneur
Il achète en 1715 le château de Saint-Fargeau et il est nommé membre honoraire de l’Académie des sciences en 1727. 
Son portrait est exécuté par Hyacinthe Rigaud en 1727 contre 3000 livres. Longtemps les versions connues (Versailles, Toulouse) passent comme représentant le ministre Chauvelin. La redécouverte par Stéphan Perreau du tableau original, daté et signé au dos, contredit désormais cette hypothèse. Gaston Brière avait d'ailleurs, dès 1907, émis des doutes quant à la figuration de Chauvelin, avouant que l'identification avait été faite sans aucune iconographie comparative et donc soumise à la suspicion de fantaisie.